# ساعت اتمی
ساعت اتمی گونه‌ای از ساعت است که فرکانس تشدید استاندارد اتمی را به عنوان عنصر نگهداری زمان به کار می‌گیرد. این ساعت‌ها دقیق‌ترین ساعت و استاندارد فرکانسی بسامد شناخته شده‌اند و به عنوان استانداردهای اولیه برای سرویس جهانی پخش زمان، برای کنترل فرکانس پخش برنامه‌های تلویزیونی و سیستم‌های موقعیت موقعیت‌یاب جهانی همانند جی پی اس به کار می‌روند. ساعت‌های اتمی از پرتو افشانی هسته‌ای استفاده نمی‌کنند، بلکه از سیگنال‌های دقیق مایکروویو استفاده می‌کنند. سیگنال‌های مذکور هنگامی تولید می‌شوند که الکترون‌ها در اتم‌ها سطح انرژی خود را از سطحی به سطحی دیگر دگرگون می‌شود و در طی انتقال بین چنین حالت‌هایی آنها با فرکانس بسیار خاصی از تابش الکترومغناطیسی دارند. از این پدیده سیستم بین‌المللی یکاها (SI) به عنوان مبنایی برای تعریف از یک ثانیه استفاده می‌کند:
نیست-اف۲ امروزه دقیق‌ترین ساعت اتمی جهان است که به ازای هر ۳۰۰ میلیون سال، تنها ۱ ثانیه خطا دارد.

## زمان بین‌المللی

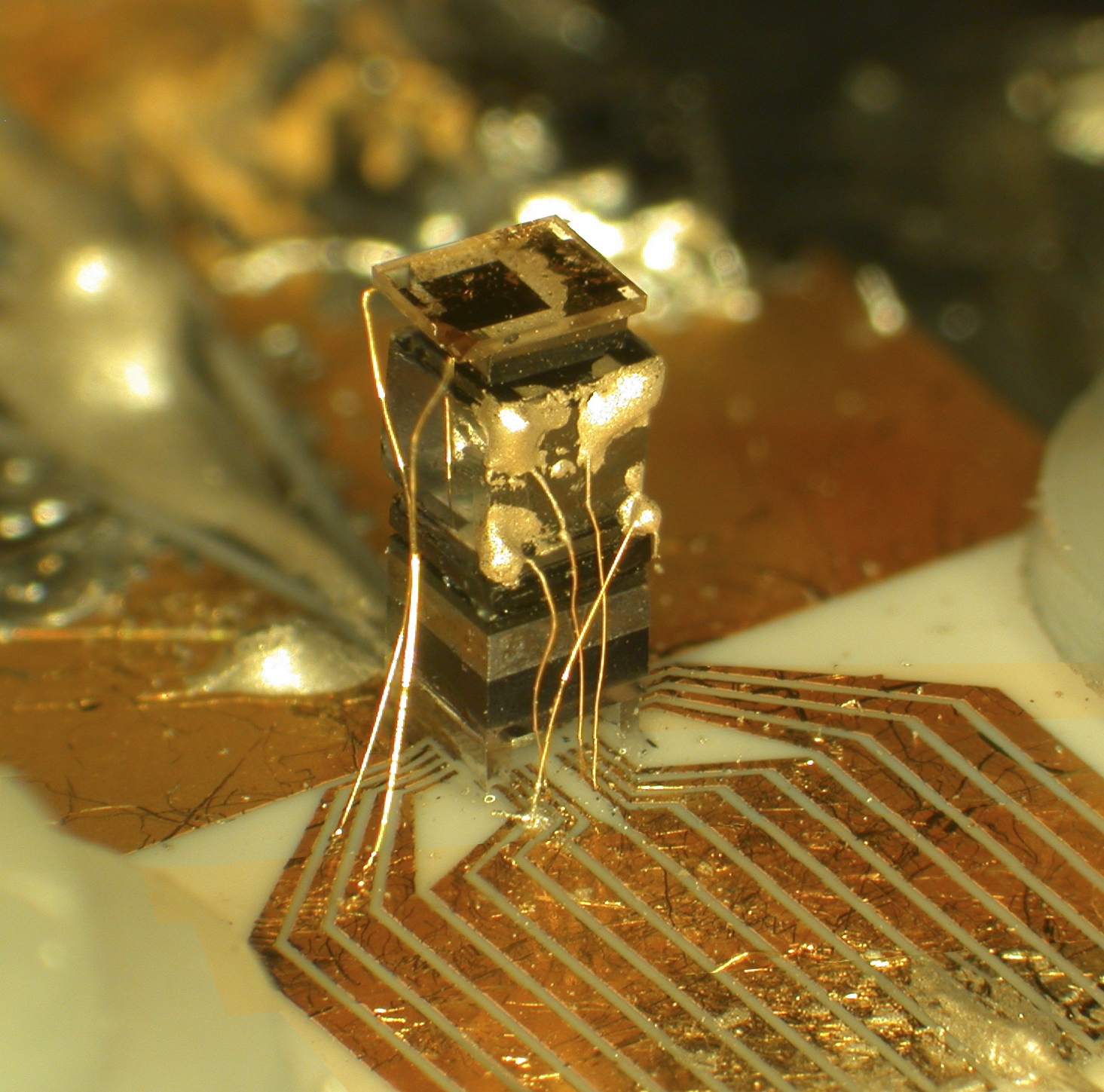
ساعت اتمی Chip-Scale رونمایی شده توسط NIST. عنوان اصلی: "بسته ی ساعت اتمی Chip-Scale NIST از پایین شامل موارد ذیل است: یک لیزر، یک عدسی، یک تضعیف کننده نوری برای کاهش توان لیزر، یک صفحه موج که قطبش نور را تغییر می دهد، یک سلول حاوی یک بخار اتم‌های سزیم و در بالای آنها یک فتودیود برای تشخیص نور لیزری که از طریق سلول منتقل می‌شود.

آژانس‌های استاندارد ملی در بسیاری از کشورها شبکه‌ای از ساعت‌های اتمی را حفظ می‌کنند که با هم مقایسه شده و با دقت ۱۰–۹ ثانیه در روز (تقریباً ۱ قسمت در ۱۰۱۴) هماهنگ نگه داشته می‌شوند. این ساعت‌ها در مجموع مقیاس زمانی مداوم و پایدار، زمان اتمی بین‌المللی (TAI) را تعریف می‌کنند. برای زمان مدنی، مقیاس زمانی دیگری توزیع می‌شود، ساعت هماهنگ جهانی (UTC). این ساعت از زمان اتمی بین‌المللی مشتق شده‌است، اما چند ثانیه کبیسه به آن اضافه کرده‌است تا تغییرات چرخش زمین را با توجه به زمان خورشیدی در نظر بگیرد.

## تاریخچه

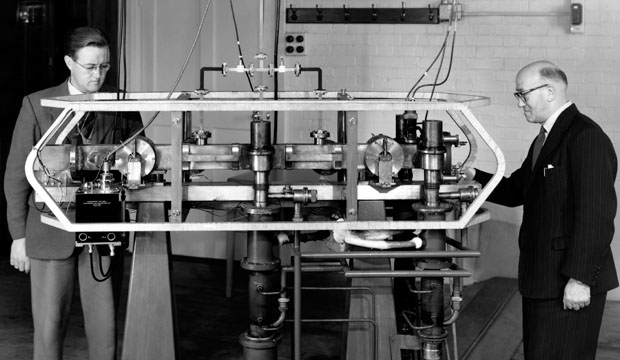
لوئیس اِسان (راست) و جک پری (چپ) در کنار اولین ساعت اتمی سزیم -۱۳۳ ایستاده‌اند.

ایده استفاده از انتقال اتمی برای اندازه‌گیری زمان توسط لرد کلوین در سال ۱۸۷۹ پیشنهاد شد. تشدید مغناطیسی، که در دهه ۱۹۳۰ توسط ایزیدور ایزاک رابی ایجاد شد، روش عملی برای انجام این کار شد. در سال ۱۹۴۵، ایزیدور ایزاک رابی برای اولین بار علناً پیشنهاد کرد که از رزونانس مغناطیسی هسته‌ای می‌تواند به عنوان پایه ساعت استفاده شود. اولین ساعت اتمی دستگاه خط جذب آمونیاک در ۲۳۸۷۰٫۱ مگاهرتز بود که در سال ۱۹۴۹ در مؤسسه ملی فناوری و استانداردها ساخته شد (NBS، اکنون NIST). دقت آن نسبت به ساعت‌های کوارتز موجود کمتر بود، اما نشان دهنده مفهوم آن بود.اولین ساعت دقیق اتمی، یک استاندارد سزیم بر اساس انتقال مشخصی از اتم سزیم -۱۳۳، توسطلوئیس اِسان و جک پری در سال ۱۹۵۵ در آزمایشگاه ملی فیزیک انگلیس ساخته شد. کالیبراسیون ساعت اتمی استاندارد سزیم با استفاده از مقیاس زمانی نجومی زمان افقی (ET) انجام شد. در سال ۱۹۶۷، این امر باعث شد تا جامعه علمی تعریف ثانیه را از نظر فرکانس اتمی خاص تعریف کند. برابری ثانیه زمان نجومی با ساعت اتمی در سیستم SI تا ۱ قسمت در ۱۰۱۰ تأیید شده‌است.
از ابتدای توسعه در دهه ۱۹۵۰، ساعت‌های اتمی بر اساس انتقال بیش از حد ریز در هیدروژن -۱، سزیم -۱۳۳ و روبیدیوم-۸۷ ساخته شده‌اند. اولین ساعت اتمی تجاری Atomichron بود که توسط شرکت ملی تولید شده‌است. بیش از ۵۰ دستگاه بین سال‌های ۱۹۵۶ و ۱۹۶۰ فروخته شده‌است. متعاقباً این ابزار بزرگ و گران‌قیمت با دستگاه‌های قابل نصب روی رک، مانند استاندارد فرکانس سزیم مدل هیولت پاکارد ۵۰۶۰ که در سال ۱۹۶۴ منتشر شد، جایگزین شد.

## سازوکار
از سال ۱۹۶۸، سیستم بین‌المللی واحدها (SI) ثانیه را به اندازه مدت زمان ۹۱۹۲۶۳۱۷۷۰ چرخه تابش متناظر با انتقال بین دو سطح انرژی حالت پایه اتم سزیم -۱۳۳ تعریف کرده‌است. در سال ۱۹۹۷، کمیته بین‌المللی وزن و اندازه‌گیری (CIPM) افزود که تعریف قبلی به اتم سزیم در حالت استراحت در دمای صفر مطلق اشاره دارد.
این تعریف، اسیلاتور سزیم را به عنوان استاندارد اصلی برای اندازه‌گیری زمان و فرکانس، به نام استاندارد سزیم، درمی‌آورد. تعاریف سایر واحدهای فیزیکی، مثلاً ولت و متر، به تعریف ثانیه متکی هستند.

## توان مصرفی
مصرف برق ساعت‌های اتمی با اندازه آنها متفاوت است. ساعت‌های اتمی در مقیاس یک تراشه به کمتر از ۳۰ میلی وات نیاز دارند؛ فرکانس اولیه و استانداردهای زمانی مانند ساعت‌های اتمی Standard Time United States , NIST-F1 و NIST-F2، از توان بسیار بالاتری استفاده می‌کنند.

## دقت ارزیابی شده

دقت ساعت‌های اتمی NIST در طول زمان

گزارش‌های صحت ارزیابی uB از استانداردهای مختلف فرکانس و زمان اولیه به صورت آنلاین توسط دفتر بین‌المللی وزن و اندازه‌گیری (BIPM) منتشر می‌شود. چندین گروه استاندارد فرکانس و زمان از سال ۲۰۱۵ مقادیر uB را در محدوده 2 × 10−16 تا 3 × 10−16 گزارش کردند.

## تحقیقات
بیشتر تحقیقات بر روی اهداف غالباً متضاد کوچک کردن، ارزان‌تر، قابل حمل تر بودن، صرفه جویی در مصرف انرژی، دقیق تر، پایدارتر و قابل اطمینان تر بودن ساعت متمرکز است. گروه ساعت اتمی در فضا نمونه ای از تحقیقات ساعت است.

## ساعت کوانتومی
یک ساعت کوانتومی ساعتی است که یون‌های آلومینیوم و برلیوم را در سلول‌های الکترومغناطیسی به دام انداخته و سپس با استفاده از لیزر آن‌ها را تا دمای نزدیک صفر مطلق سرد می‌کند. این ساعت توسط فیزیکدانان مؤسسه ملی فناوری و استانداردها طراحی و توسعه یافته‌است. این ساعت ۳۷ بار دقیق تر از استانداردهای بین‌المللی موجود است.